# クリャージマ川
クリャージマ川（クリャージマがわ、クリャジマ川、クリャズマ川、 Klyazma、ロシア語: Клязьма）は、ロシアの西部、モスクワ州、ヴラジーミル州、イヴァノヴォ州、ニジニ・ノヴゴロド州を流れる河川で、オカ川の左支流である。ヴォルガ川水系に属する。長さは686km、流域面積は42,500km2。毎年11月ごろに凍結し、4月半ばには氷が融ける。オカ川の合流点から上流へ120km以内と、クリャージミンスコエ貯水池は航行可能である。
モスクワ州の丘陵地帯に発し、モスクワ川やオカ川に囲まれたメシュチョラ低地を通り東へ流れる。主な支流はウチャ川（Ucha）、ヴォリャ川（Vorya）、ペクシャ川（Peksha）、ネルリ川（Nerl）、ウヴォド川（Uvod）、テザ川（Teza）、スドグダ川（Sudogda）、シェルナ川（Sherna）など。
沿岸の主な都市にはゴロホヴェツ（Gorokhovets）、メンデレーヴォ（Mendeleevo）、パヴロフスキー・ポサド（Pavlovsky Posad）、ウラジーミル（Vladimir）、コヴロフ（Kovrov）、シチョルコヴォ（Shchyolkovo）、ロジノ・ペトロフスキー（Losino-Petrovsky）、ノギンスク（Noginsk）、オレホヴォ・ズエヴォ（Orekhovo-Zuyevo）、ソビンカ（Sobinka）、ヴャズニキ（Vyazniki）などがある。17世紀ごろから農業地帯、軽工業地帯として栄えてきた。シチョルコヴォなどモスクワ市の40km以内の近郊をかすめる。川幅は上流で10m強に狭まるが、ノギンスク周辺で50m、ウラジーミル周辺では130m、広い場所では200mを超える。深さは最大8mに達する。

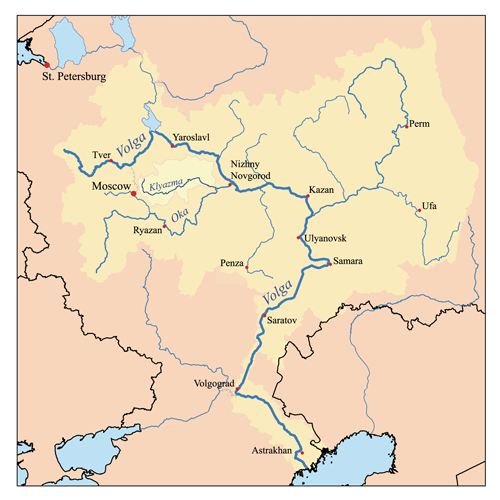
クリャージマ川流域